# 格姆斯普林斯 (阿肯色州)
格姆斯普林斯（英語：Gum Springs）是一個位於美國阿肯色州克拉克縣的市鎮。

## 地理
格姆斯普林斯的座標為34°03′45″N 93°05′58″W / 34.06250°N 93.09944°W，而該地的平均海拔高度為64米（即210英尺）。

## 人口
根據2020年美國人口普查的數據，格姆斯普林斯的面積為1.01平方千米，當中陸地面積為1.01平方千米，而水域面積為0.00平方千米。當地共有人口91人，而人口密度為每平方千米90人。